# Sião

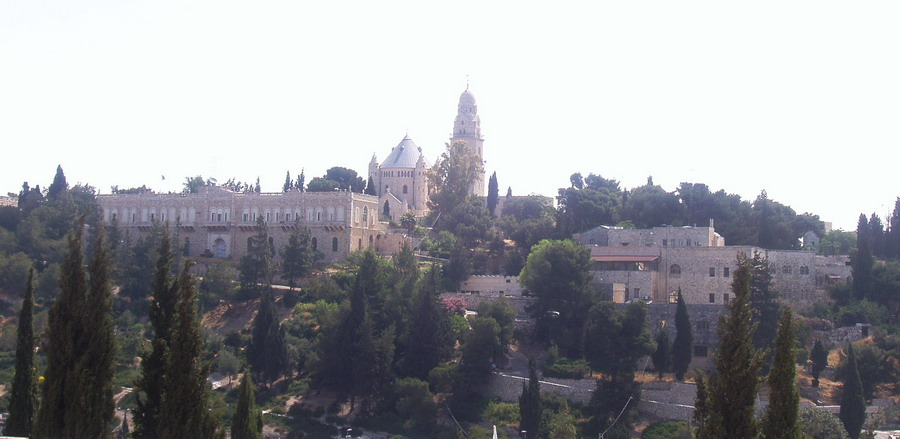
O Monte Sião

Sião ou Tzion (em hebraico ציון Tzion ou Tsion "cume", em árabe صهيون Ṣuhyūn) originalmente era especificamente a fortaleza jebusita próxima da atual Jerusalém, que foi conquistada por Davi. A fortaleza original ficava na colina a sudeste de Jerusalém, chamada de monte Tzion, aportuguesado como Monte Sião.
Nota leitor; (monte Shiauh)

## Monte Sião
Monte Sião é o nome de uma das colinas de Jerusalém e que por extensão tornou-se sinónimo da Terra de Israel e que pela definição bíblica é a Cidade de David. Após a morte do rei David, o termo Sião passou a se referir ao monte em Jerusalém, o Monte Sião, onde se encontrava o  Templo de Salomão. Mais tarde, Sião passou a se referir ao próprio templo e aos terrenos do templo. Depois disso, Sião foi usado para simbolizar Jerusalém e a Terra Prometida. Sião seria uma adequação geofônica, do idioma hebraico para o Português, referente ao nome de um acidente geográfico mencionado na Bíblia que ficava no centro de Jerusalém.
Sião, para algumas denominações cristãs, será a última cidade possível de viver depois do Armagedom.

## Movimentos religiosos
Para os representantes do movimento rastafári, Sião representa a terra prometida.
Já para os membros d'A Igreja de Jesus Cristo dos Santos dos Últimos Dias, Sião tem vários significados. Pode estar relacionado à cidade em que vivia o profeta Enoque, ancestral de Noé, e que, devido à total retidão de seus habitantes, foi levada aos céus. Significa também "o puro de coração", ou onde vivem os puros de coração. Na doutrina de A Igreja de Jesus Cristo dos Santos dos Últimos Dias, a Nova Jerusalém, também chamada de Sião, é o lugar onde os Santos e as doze tribos de Israel iriam se reunir (ver Apocalipse 21,1-5). Cristo irá reinar da Nova Jerusalém, assim como da Antiga Jerusalém, durante o Milênio (ver Miqueias 4,2).
Para as Testemunhas de Jeová, Sião significa o céu (domínio espiritual), onde somente os escolhidos como primícias de Deus irão viver quando morrerem, em sião também vivem os Anjos e o próprio Jeová Deus, visto ser o domínio espiritual. Os que não pertencem ao grupo das primícias, viverão na terra, segundo Salmos 37,29 - Os justos possuirão a terra e viverão nela para todo o sempre.